# Krychnov
Krychnov je obec v okrese Kolín ležící 11 km západně od Kolína a 45 km východně od Prahy. Žije zde 112 obyvatel.
Krychnov je také název katastrálního území o rozloze 2,58 km2.

## Historie
První písemná zmínka o obci pochází z roku 1436.

### Územněsprávní začlenění
Dějiny územněsprávního začleňování zahrnují období od roku 1850 do současnosti. V chronologickém přehledu je uvedena územně administrativní příslušnost obce v roce, kdy ke změně došlo:
- 1850 země česká, kraj Pardubice, politický okres Kolín, soudní okres Kouřim[5]
- 1855 země česká, kraj Čáslav, soudní okres Kouřim
- 1868 země česká, politický okres Kolín, soudní okres Kouřim
- 1939 země česká, Oberlandrat Kolín, politický okres Kolín, soudní okres Kouřim[6]
- 1942 země česká, Oberlandrat Praha, politický okres Kolín, soudní okres Kouřim[7]
- 1945 země česká, správní okres Kolín, soudní okres Kouřim[8]
- 1949 Pražský kraj, okres Kolín[9]
- 1960 Středočeský kraj, okres Kolín
- 2003 Středočeský kraj, obec s rozšířenou působností Kolín

## Doprava
Dopravní síť
- Pozemní komunikace – Do obce vede silnice III. třídy.

- Železnice – Železniční trať ani stanice na území obce nejsou. Nejbližší železniční stanicí jsou Bošice ve vzdálenosti 4 km ležící na trati 012 z Peček do Kouřimi.

Veřejná doprava 2011
- Autobusová doprava – V obci měly zastávky příměstské autobusové linky Kolín-Svojšice-Kouřim (v pracovních dnech 10 spojů, o víkendech 2 spoje) a Kolín-Polní Voděrady-Plaňany-Radim (v pracovních dnech 1 spoj) (dopravce Okresní autobusová doprava Kolín, s. r. o.).

## Památky
- venkovská usedlost

## Galerie

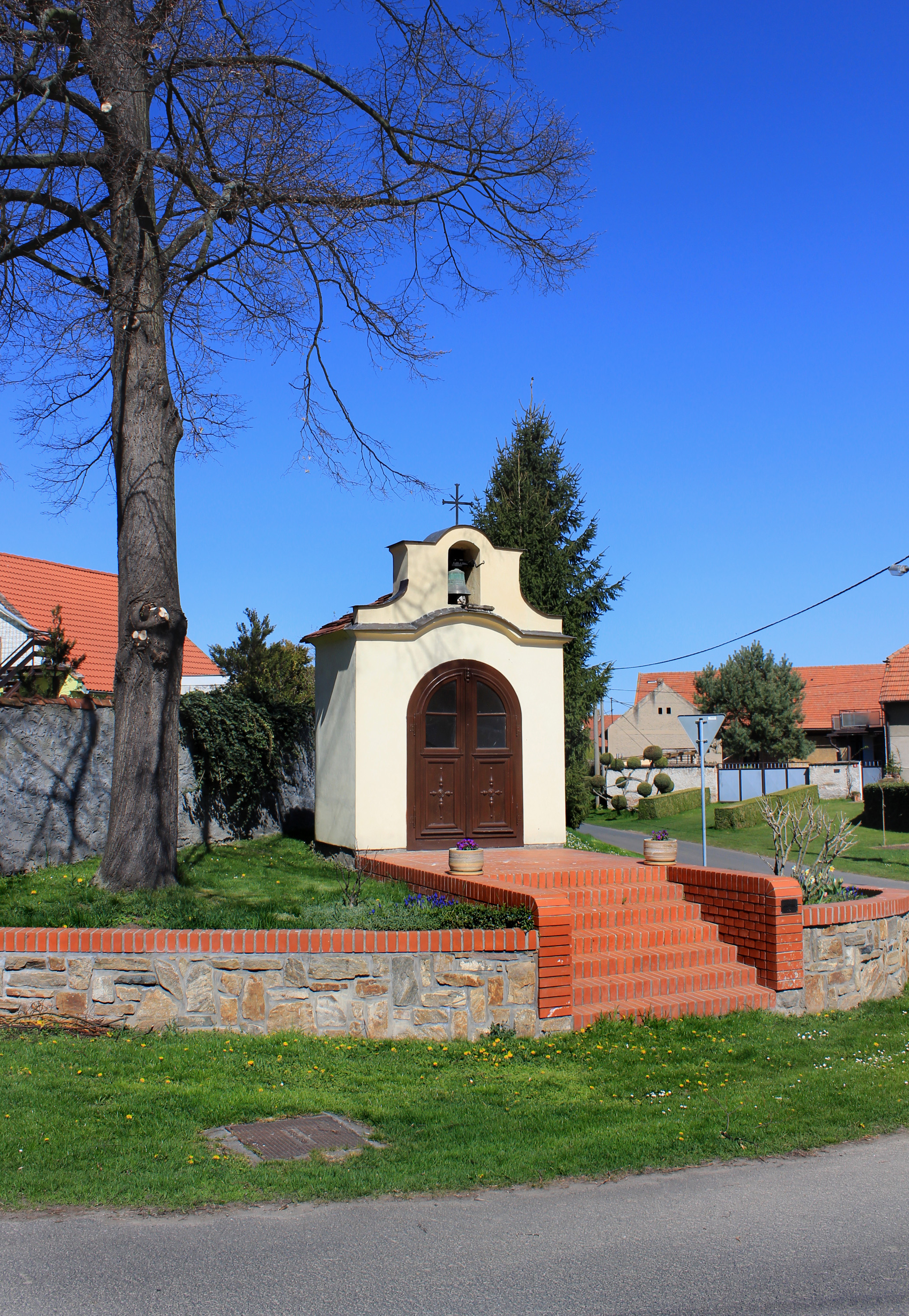
Kaple u křižovatky
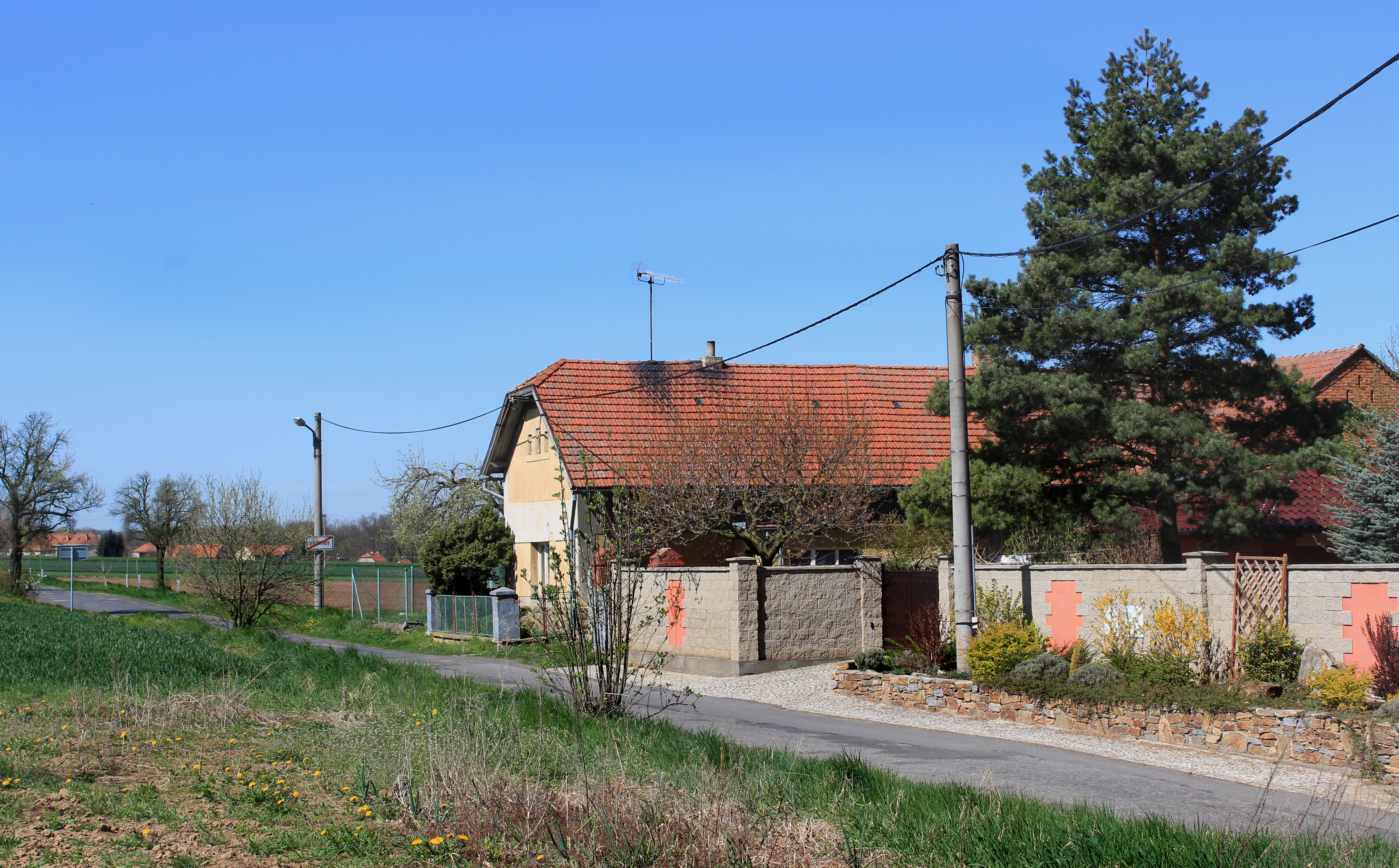
Západní část obce
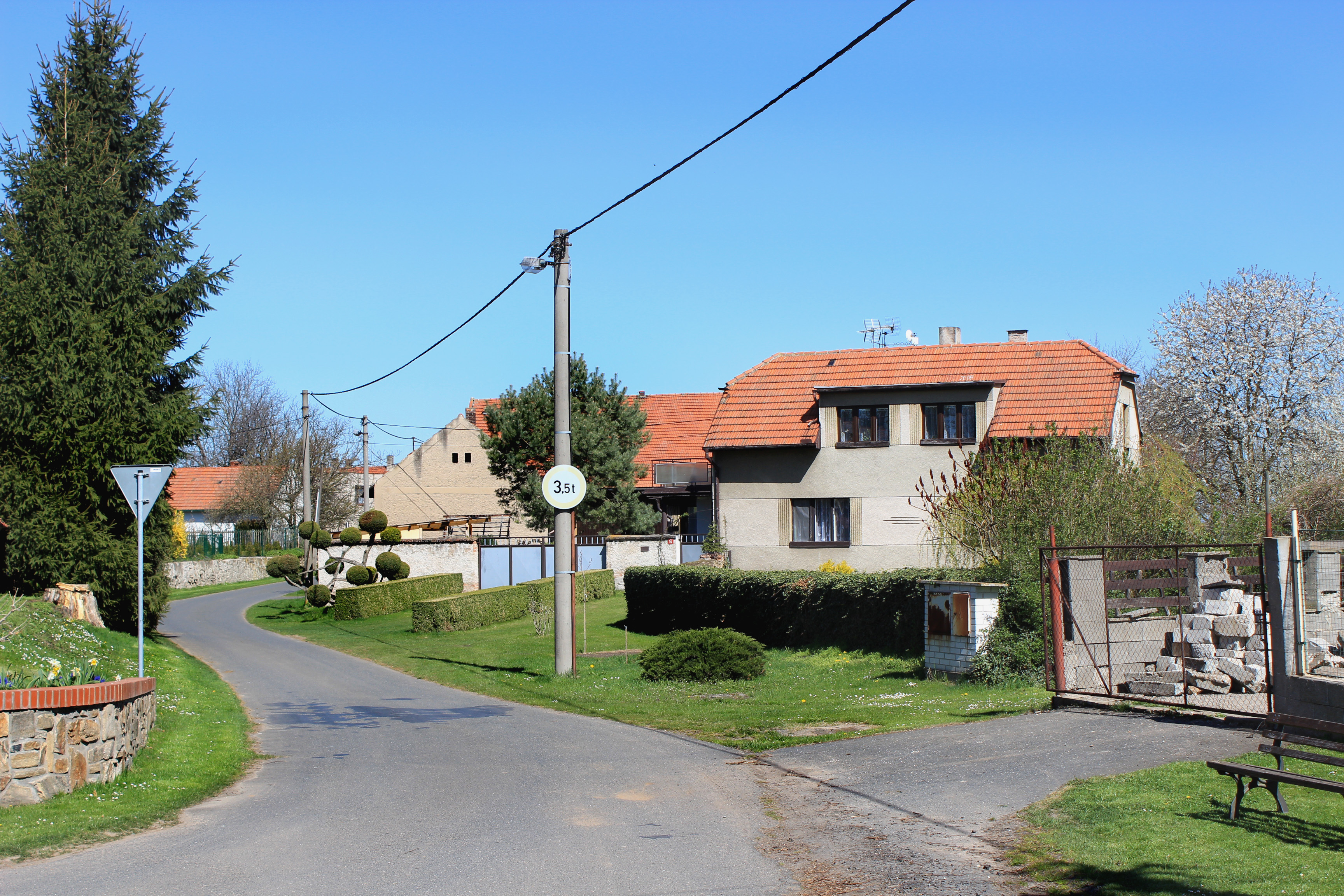
Silnice k Poboří